# PGC 213629
LEDA/PGC 213629 ist eine Galaxie im Sternbild Löwe auf der Ekliptik. Sie ist schätzungsweise 473 Millionen Lichtjahre von der Milchstraße entfernt.

Im selben Himmelsareal befinden sich u. a. die Galaxien NGC 2964, NGC 2968, NGC 2970, NGC 2981.